# Rwanda na Letních olympijských hrách 2008
Rwanda se účastnila Letní olympiády 2008. Zastupovali ji 4 sportovci (2 muži a 2 ženy) ve 2 sportech. Rwanda nezískala žádnou medaili.